# Lösöreköpslagen
Lösöreköpslagen är en gammal svensk lag som fortfarande gäller och vars fullständiga namn är lagen (1845:50 s.1) om handel med lösören, som köparen låter i säljarens vård kvarbliva.
Lagen kan tillämpas i det fall då en köpare av egendom lämnar kvar vad som köpts hos saljaren. Om då köparen vill skydda vad han köpt från utmätning hos säljaren för dennes skuld ska säljare och köpare upprätta ett skriftligt avtal om köpet och i det förteckna vad som köpts. Avtalet ska underskrivas av båda och ska dessutom bevittnas. Köparen ska sedan inom en vecka i en ortstidning där säljaren bor låta införa en kungörelse.
Handlingen jämte bevis om att kungörelsen införts i ortstidning ska inom åtta dagar från den dag då kungörelsen skedde ges in för registrering till Kronofogdemyndigheten.
Sker utmätning inom 30 dagar är egendomen inte fredad för utmätning eller skyddad från begäran om återvinning i konkurs.